# Ptilodon teshionis
Ptilodon teshionis är en fjärilsart som beskrevs av Matsumura 1934. Ptilodon teshionis ingår i släktet Ptilodon och familjen tandspinnare. Inga underarter finns listade.